# 漣 (吹雪型駆逐艦)
漣（さざなみ）は大日本帝国海軍の駆逐艦。一等駆逐艦吹雪型（初雪型）の19番艦。特型駆逐艦。吹雪型の後期型（朧型）。特II型の9番艦。この名を持つ帝国海軍の艦船としては、雷型駆逐艦「漣」に続いて2隻目。戦後、海上自衛隊のたかなみ型護衛艦「さざなみ」が就役した。

## 艦歴

### 初期
駆逐艦「漣」は舞鶴工作部で建造された。1930年（昭和5年）2月21日に起工。同日、舞鶴工作部では姉妹艦「響」の建造も始まっている。1931年（昭和6年）6月4日もしくは6月6日に進水。1932年（昭和7年）5月19日に就役。一等駆逐艦に類別され、第二艦隊・第7駆逐隊に編入された。なお「漣」と同造船所・同日起工の「響」の竣工は「漣」から約1年遅れ、1933年（昭和8年）3月31日であった。
日中戦争に際して「漣」は1937年（昭和12年）以降、上海、杭州湾上陸作戦、仏印の作戦に参加した。
1940年（昭和15年）4月15日、「漣」の復帰により第7駆逐隊は4隻（潮、曙、朧、漣）となり、引続き第6駆逐隊（暁、雷、電、響）と共に第二艦隊・第四水雷戦隊（司令官西村祥治少将：旗艦「那珂」）に所属する。同年10月11日、第7駆逐隊のうち「漣」のみ紀元二千六百年特別観艦式に参加した。11月15日、第6駆逐隊と第7駆逐隊は第一水雷戦隊（司令官大森仙太郎少将：旗艦「阿武隈」）に編入される。
1941年（昭和16年）7月18日、第7駆逐隊は第一航空艦隊（司令長官南雲忠一中将）・第一航空戦隊（空母赤城、加賀）に編入される。8月、それまで7駆司令だった渋谷紫郎大佐は第16駆逐隊（雪風、時津風、天津風、初風）司令へ転出、第7駆逐隊には小西要人大佐（戦死時、雲龍型航空母艦「雲龍」艦長）が着任した。
9月1日、「漣、朧」は第7駆逐隊から除籍。第五航空戦隊（空母翔鶴、特設空母春日丸）に編入されるものの、「漣」は9月25日に第7駆逐隊に復帰。第7駆逐隊は「潮、曙、漣」の3隻で太平洋戦争に突入した。

### 第二次世界大戦緒戦
太平洋戦争における「漣」は、開戦劈頭、真珠湾攻撃に呼応して駆逐艦「潮」（第7駆逐隊司令艦）と共にミッドウェー島への砲撃を敢行した。11月27日に館山湾を出撃して東進、南雲機動部隊が真珠湾を攻撃してから十数時間後の12月8日午後6時40分、艦砲射撃を開始する。20分ほど砲撃を行って退避したが、この時空母レキシントンは同島まであと1日の距離であった。また米潜水艦アルゴノートと遭遇したが、「潮、漣」は気付かなかった。12月22日、呉に到着した。
1942年（昭和17年）1月、アンボン上陸作戦において第27駆逐隊（有明、夕暮）と共に空母「飛龍、蒼龍」の護衛を行った。つづいて日本軍はジャワ島攻略を目指すが、兵力不足（特に駆逐艦）に悩まされる。そこで近藤信竹南方部隊司令官（第二艦隊長官）は兵力部署の変更をおこない、第7駆逐隊（潮、漣、曙）は1月28日附で母艦航空部隊から蘭印部隊に編入された。第6駆逐隊・第7駆逐隊・第21駆逐隊の増援を受け入れた高橋伊望蘭印部隊指揮官（第三艦隊長官）は、第7駆逐隊を東方攻略部隊に編入した。2月5日-8日、「漣」は掃海艇部隊を指揮してアンボンの掃海を実施、これにより輸送船団はやっと入港することが出来た。
2月24日、高橋蘭印部隊指揮官はティモール島攻略作戦従事中の第二護衛隊（第二水雷戦隊《神通、第16駆逐隊》、第7駆逐隊《潮、漣》）のジャワ海進出を命じた。第五戦隊や第四水雷戦隊等と合流、輸送船団を護衛しつつジャワ島へ向かう。2月27日夕刻以降、五戦隊司令官高木武雄少将率いる重巡2（那智、羽黒）、軽巡2（神通、那珂）、駆逐艦14（第7駆逐隊《潮、漣》、第24駆逐隊《山風、江風》、第16駆逐隊《雪風、時津風、初風、天津風》、第2駆逐隊《村雨、五月雨、春雨、夕立》、第9駆逐隊《朝雲、峯雲》）はスラバヤ沖海戦に突入する。本海戦で「潮、漣、山風、江風」は第二水雷戦隊（司令官田中頼三少将：旗艦「神通」）に臨時編入され、第一次昼戦・第二次昼戦に参加した。
2月28日、田中司令官は燃料不足になった「潮、漣」をボルネオ島バンジャルマシンに向かわせた。3月2日、前日に沈没したイギリスの重巡エクセターの生存者を捜索していた「漣、潮」は米潜水艦パーチを発見し、パーチに対し魚雷攻撃を行った。3月末、修理のために横須賀海軍工廠へ帰投した。
4月18日、ウィリアム・F・ハルゼー中将率いるアメリカ軍の機動部隊（空母 ホーネット、エンタープライズ基幹）が日本本土東方海面に接近した。ジミー・ドーリットル中佐以下B-25ミッチェル爆撃機16機による日本本土空襲を敢行した（ドーリットル空襲）。第二艦隊司令長官(前進部隊指揮官)近藤信竹中将は米軍機動部隊追撃を下令する。まず横須賀在泊中の重巡「愛宕《旗艦》、高雄」、第10駆逐隊（夕雲、巻雲、風雲）、第7駆逐隊（潮、曙、漣）、第8駆逐隊（朝潮、荒潮）、第4駆逐隊（嵐、野分）を率いて横須賀を出撃。同時に三河湾に停泊中の重巡「摩耶」、桂島泊地の重巡「妙高、羽黒」、呉の軽巡「神通」に前進部隊への合流を指示し、東京湾で訓練中の空母「祥鳳」に対しても前進部隊編入を下令。「祥鳳」は近藤中将（愛宕）の指揮下に入り、護衛に「潮、曙、漣」が指定される。だが「祥鳳」と第7駆逐隊は合流できないまま4月20日夕刻の作戦中止通達を迎え、各隊・各艦は母港への帰路についた。近藤長官は第7駆逐隊のかわりに「嵐、野分」を「祥鳳」のために派遣している。
4月末、駆逐艦「漣」は空母「祥鳳」を護衛してトラック諸島へ向かい、ポートモレスビー攻略作戦に従事した。5月7-8日の珊瑚海海戦では、五藤存知少将/第六戦隊司令官が指揮するMO攻略部隊主隊（祥鳳、第六戦隊《青葉、衣笠、加古、古鷹》、漣）として参戦した。5月7日、「祥鳳」がアメリカ軍機動部隊（レキシントン・ヨークタウン）艦載機の攻撃で9時35分に撃沈された。護衛部隊（青葉、衣笠、加古、古鷹、漣）は、五藤司令官の判断により、第二次空襲を避けるため、いったん「祥鳳」の沈没現場を離れた。12時以降、「漣」は反転して「祥鳳」の沈没現場に向かった。15時30分頃到着した「漣」は、最終的に203名を救助して戦場を離脱した。
18時55分、第六水雷戦隊旗艦（司令官梶岡定道少将）の軽巡「夕張」は第30駆逐隊（睦月、弥生、望月）と共に祥鳳生存者を発見、駆逐艦「弥生」は祥鳳乗員2名を救助した。さらに母艦を見失った「漣」内火艇を発見し、「漣」に帰艦させた。
その後、駆逐艦「漣、夕暮、黒潮、親潮、早潮」は5月8日の空襲で損傷した空母「翔鶴」を護衛して内地へ向かう事になった。「漣」は途中で「翔鶴」と分離、サイパンを経由して横須賀へ帰投した。
5月20日附で第7駆逐隊（潮、曙、漣）は、第四航空戦隊（龍驤、隼鷹）、第一水雷戦隊（旗艦「阿武隈」、第6駆逐隊《響、暁、雷、電》、第21駆逐隊《若葉、初霜、子日、初春》）、第四戦隊第2小隊(摩耶、高雄）と共に北方部隊に編入された。第7駆逐隊3隻は第二機動部隊に所属し、四航戦（龍驤、隼鷹）、重巡洋艦2隻（摩耶、高雄）、補給船「帝洋丸」と行動を共にした。6月のミッドウェー作戦では、アラスカ・ダッチハーバーのアメリカ海軍基地を攻撃する北方部隊の一員として参戦、その後、横須賀へ帰投した。

### ガダルカナル島の戦い
7月29日、「漣」と「潮」は航空機輸送の特設航空母艦「八幡丸」を護衛して横須賀発。サイパンを経由して8月9日にウルシーへ到着し、8月13日に呉に入港。
8月から9月にかけてはソロモン諸島での鼠輸送に従事した。8月17日、大和型戦艦「大和」（山本五十六連合艦隊司令長官、宇垣纏参謀長座乗中）、特設空母「春日丸(大鷹)」、第7駆逐隊（漣、潮、曙）は桂島泊地を出撃し、トラック泊地に到着へ向かった。8月23日、駆逐艦「浦波」、油槽船「極東丸」と合同し、燃料補給を受ける。「潮、漣、曙」の3隻はたびたび「大和」から洋上燃料補給を受けており、宇垣参謀長は陣中日誌に『四日毎に腹を減らす赤坊にも困りものなり。』と述べている。
8月27日、航空機輸送のため「春日丸、曙」は艦隊から分離、ラバウルへ向かった。これにより対潜・対空警戒が困難となり、「大和、潮、漣」はトラック泊地へ帰投する。8月28日、トラック泊地を目前にして「大和」は米潜水艦フライングフィッシュから雷撃された。「潮、漣」と大和搭載の零式水上偵察機は爆雷攻撃を実施、敵潜より再度の襲撃を受けることはなかった。
9月上旬、第7駆逐隊はラバウルおよびショートランド泊地へ進出、12日附で外南洋部隊（指揮官三川軍一第八艦隊司令長官）に編入。ガダルカナル島への駆逐艦輸送作戦（鼠輸送/東京急行）に従事する。9月12日、「潮、漣」はガ島輸送を実施した。並行して奇襲隊指揮官（第三水雷戦隊司令官橋本信太郎少将）による「川内、敷波、吹雪、涼風」によるルンガ泊地掃討が実施されるが敵艦は存在せず、対地砲撃を実施したにとどまった。
9月14日夜、「漣、潮、吹雪、涼風」はガ島ルンガ泊地に突入したが、目標としていた米艦艇の姿はなく、揚陸を実施して引き揚げた。
9月17日、特設水上機母艦「山陽丸」の零式観測機に掩護されて「天霧、漣」はガ島揚陸作戦を実施、零観2機は急降下爆撃機SBDドーントレス3機を撃退した。
9月19日夜、増援部隊指揮官（三水戦司令官）は「漣、潮、敷波、夕立」に対し、水上機母艦「日進」から弾薬糧食の一部を移載し、ガ島へ揚陸するよう命じた。20日夕刻、米軍機の空襲で「敷波」が至近弾により若干の損傷を受けたが、揚陸は成功。21日、ショートランド泊地へ戻った。
9月中旬、山本連合艦隊司令長官は鼠輸送（東京急行）に従事していた駆逐艦および部隊の交替を下令。9月23日以降、第4駆逐隊（嵐）、「陽炎」、第7駆逐隊、第17駆逐隊（谷風、浦風、浜風、磯風）、第24駆逐隊（海風、江風、涼風）は外南洋部隊（第八艦隊）から除かれ、それぞれの原隊に復帰した。9月28日、トラック泊地に到着寸前の空母「大鷹」と駆逐艦「潮、曙」が米潜水艦に襲撃され、艦尾に被雷した「大鷹」は附近を航行中の「漣」に水路嚮導を依頼している。
10月4日、「漣」と陽炎型駆逐艦「時津風」は損傷した「大鷹」を護衛して日本へ戻った。11月には修理が完了してラバウルへ戻る「大鷹」を護衛した。以後、輸送任務や特設航空母艦の護衛任務に従事した。

### 昭和十八年の戦い
1943年（昭和18年）3月上旬、日本陸軍の三式戦闘機「飛燕」部隊のラバウル進出が決定する。重巡「鳥海」、駆逐艦「漣、響、黒潮、親潮」は三式戦闘機を積載した空母「冲鷹、大鷹」を護衛して4月4日横須賀を出発、10日にトラックへ到着した。
6月16日、第7駆逐隊は、第三戦隊（金剛、榛名）、第七戦隊（熊野、鈴谷）、空母「龍鳳、大鷹、冲鷹」、軽巡「五十鈴」、駆逐艦「時雨、有明、夕暮、雪風、浜風、谷風、涼風、清波、新月」と横須賀を出港、トラック泊地へ進出した。
6月24日、「漣」と駆逐艦「卯月」は「神光丸」に曳航される駆逐艦「秋月」を護衛してサイパンを出発、7月5日に長崎へ到着した。7月19日、「漣」と夕雲型駆逐艦「大波」は特設給兵船2隻（日威丸、日朗丸）を護衛して内地を出発、28日にトラックへ到着した。
同年8月15日、アメリカ軍はベララベラ島へ上陸、ニュージョージア島の戦いは新たな局面を迎えた。日本軍は同島へ緊急輸送を決定。第三水雷戦隊司令官伊集院松治大佐は吹雪型駆逐艦「漣」を旗艦とし、夜戦隊（漣、第27駆逐隊の白露型駆逐艦《時雨》、第17駆逐隊の陽炎型駆逐艦《浜風、磯風》）で編制された駆逐艦4隻、および駆潜艇・艦載水雷艇・大発動艇からなる輸送隊を率いて出撃した。これを迎撃しようとしたアメリカ軍駆逐艦4隻（指揮官トーマス・J・ライアン大佐）との間で夜間水上戦闘が生起（第一次ベララベラ海戦）。巡洋艦または大型駆逐艦1隻の撃沈を報告したが、実際の戦果はなかった。ほかに駆潜艇4隻を撃沈されたが、輸送作戦は成功した。
8月22日より、「時雨、浜風、磯風、漣」は第七聯合特別陸戦隊（サンタイサベル島）レカタ撤退及びブイン転進作戦「E作戦」に従事するが、アメリカ軍機の妨害や敵艦隊の動向不明によりラバウルへ撤退した。8月25日からの第2次作戦では、伊集院司令官は軽巡「川内」に座乗。「川内、漣、松風」を牽制陽動部隊とし、「時雨、浜風、磯風」で輸送作戦を再開、レカタ到着後陸戦隊の収容に成功する。帰路、アメリカ軍陸上爆撃機の断続的な空襲を受け「浜風」が小破したものの、各艦はラバウルに帰着した。28日、「川内、漣」は七聯特転進隊をブーゲンビル島ブインに輸送した。その後、「漣」はトラック泊地へ戻った。
9月3日、「漣」はマーシャル諸島へ向かう第十四戦隊（軽巡那珂、五十鈴）、輸送船2隻（日枝丸、富士山丸）と共にトラック泊地を出発、途中まで同船団を護衛した。9月10日、空母「隼鷹、雲鷹」と駆逐艦「曙、漣、谷風」は内地に帰投。つづいて「曙、漣」は横須賀へ回航された。
9月24日、島風型駆逐艦の「島風」に護衛されていた空母「大鷹、冲鷹」が米潜の襲撃を受け、被雷した「大鷹」は航行不能となった。「漣」と白露型「白露」は途中から艦隊に合流、「冲鷹」に曳航される「大鷹」を護衛して横須賀に戻った。その後、航空機輸送任務に従事する空母を護衛して、内地とトラック泊地を往復した。
11月30日、瑞鳳の艦長を指揮官とする空母「瑞鳳、雲鷹、冲鷹」、重巡洋艦「摩耶」(ラバウル空襲で大破中)、第7駆逐隊、第17駆逐隊「浦風」の艦隊はトラックを出発して内地へ向かった。12月3日、空母「冲鷹」が米潜水艦セイルフィッシュの雷撃で航行不能となり、14日朝に沈没した。「浦風」は副長以下約130名、「漣」も運用長以下約30名を救助したが、冲鷹乗組員便乗者ふくめ約1250名が戦死した。12月5日、横須賀に入港する。
12月21日、連合艦隊司令長官は「卯月、太刀風」のトラック回航と、「曙、漣」の南東方面部隊編入を下令した。「漣、曙」は24日にラバウルへ進出。第三水雷戦隊司令官中川浩少将の指揮下に入ると、26日、30日にニューブリテン島中部のガブブへ輸送を実施した。

### 沈没
1944年（昭和19年）1月1日、「漣」は撃墜したB-24リベレーター爆撃機の乗員3名を捕虜とした。この頃、ラバウル（ニューブリテン島）周辺の制空権・制海権は完全にアメリカ軍のものとなり、ラバウルを中心とする海上交通網は遮断され、ラバウルも連日空襲を受ける状態になった。
1月8日、福留繁連合艦隊参謀長は「漣、曙」の北方部隊（第五艦隊）復帰を内示する。
1月12日、パラオからトラックへ向かう輸送船団の護衛に参加するため、「漣、曙」はラバウルを出港する。2隻は1月14日正午に油槽船「国洋丸」との合同を予定。さらに第二水雷戦隊の夕雲型「早波」、島風型「島風」と合同し、油槽船「日本丸、建洋丸、国洋丸」を護衛することになっていた。だが、船団はスキャンプ、ガードフィッシュ、アルバコアの3隻の米潜水艦で構成されたウルフパックに襲撃された。
1月14日、「漣」はヤップ島の南東300海里（トラック島南西約600浬）北緯03度30分 東経141度34分 / 北緯3.500度 東経141.567度において、アルバゴア(USS Albacore, SS-218) の雷撃で轟沈した。
当時の「漣」と「曙」は間隔5000mの単縦陣・速力16ノットで航行中で、正午ごろ「漣」に魚雷3本が命中、弾薬庫の誘爆により前後に分断、被雷から2分で沈没した。
天津風の艦長に転任予定だった前艦長菅明次少佐を含む154人が死亡し、89人の生存者は「漣」に同航していた姉妹艦「曙」に救助された。また160名が死亡し、生存者は80名とする文献もある。
「漣」沈没後、連合艦隊司令部は「島風、曙」に対し、「健洋丸」船団を護衛してのトラック回航を下令した。だが「日本丸」がスキャンプ、「健洋丸」がガードフィッシュの雷撃でそれぞれ撃沈された。「島風、早波」が爆雷攻撃を行う一方、無事だった「国洋丸」は「曙」およびトラックから駆け付けた第27駆逐隊「春雨」に護衛されて退避、その後「島風」はパラオへ向かい、「曙、春雨、早波、国洋丸」はトラック泊地に到着した。
1月15日、連合艦隊は第4駆逐隊（野分、舞風、山雲）を南東方面部隊に編入し、1月18日附で第7駆逐隊（漣、曙、潮）の北方部隊(第五艦隊)復帰を制式に下令した。
同年3月10日、駆逐艦「漣」は
初雪型駆逐艦、
第7駆逐隊、
帝国駆逐艦籍
のそれぞれから除籍された。

## 歴代艦長
※脚注なき限り『艦長たちの軍艦史』286-287頁による。

### 艤装員長
- 稲垣義龝 少佐：1931年12月1日 - 1932年2月4日[102]

### 艦長
- 稲垣義龝 少佐：1932年2月4日[102] - 11月15日
- 佐藤慶蔵 中佐：1932年11月15日 - 1933年9月30日[103]
- 崎山釈夫 少佐：1933年9月30日 - 1935年11月15日
- 小田為清 中佐：1935年11月15日 - 1936年12月1日
- 宮坂義登 中佐：1936年12月1日 - 1937年12月1日[104]
- 小山猛男[104] 中佐：1937年12月1日[104] - 1938年9月10日
- （兼）川島良雄 少佐：1938年9月10日 - 1938年12月15日[105] （本職：暁駆逐艦長）
- 天谷嘉重 中佐：1938年12月15日 - 1939年11月1日[106]
- 井上良雄  中佐：1939年11月1日 - 1940年11月1日[107]
- 角田千代吉 少佐：1940年11月1日 - 1941年9月10日[108]
- 上井宏 少佐：1941年9月10日 - 1942年7月20日[109]
- 菅明次 少佐：1942年7月20日 - 1944年1月1日[110]
- 橋本正雄 少佐：1944年1月1日[110] - 1944年1月22日[111]